# Triple frontera (película)
Triple frontera (en inglés: Triple Frontier) es una película de acción estadounidense creada por Netflix, bajo la producción de Atlas Entertainment. Dirigida por J. C. Chandor, con guion de Chandor y Mark Boal. Los actores protagonistas son Ben Affleck, Oscar Isaac, Charlie Hunnam, Garrett Hedlund, Pedro Pascal y Adria Arjona. La película se estrenó el 13 de marzo de 2019.

## Sinopsis
Cinco veteranos profesionales de las Fuerzas Especiales se dan cita en una zona de América del Sur escasamente poblada en que convergen tres fronteras. Por primera vez en sus prestigiosas carreras, estos héroes olvidados emprenden una peligrosa misión propia en beneficio de ellos mismos, y no de su país, los Estados Unidos, enfrentando a un poderoso Cartel de la droga y valiéndose del apoyo de un "topo" infiltrado.  Al principio la operación marcha conforme lo planificado; pero la codicia y la ambición pueden más que el profesionalismo y repentinamente todo toma un giro inesperado cuando intentan escapar hacia la Cordillera de los Andes.
Entonces sus habilidades, sus lealtades y su moral serán empujadas a un punto de ruptura en una batalla épica por la supervivencia en los Andes. 
Siendo cercana a los Andes, se presume que la zona de triple frontera donde transcurre la historia es en la frontera de Colombia, Brasil y Perú, debido al acento colombiano entre algunos actores que interpretan a los narcos. Por esta razón no debe creerse que la película transcurre en "la otra triple frontera" que se da entre Brasil, Paraguay y Argentina.

## Argumento
Yovanna le dice a Pope que Lorea vive en una casa segura en la jungla junto con todo su dinero. Pope viaja a su hogar en los Estados Unidos para reclutar a sus viejos amigos de las Fuerzas Especiales para un trabajo para incautar el dinero con el pretexto de trabajar para el  Gobierno colombiano: Tom "Redfly" Davis, un agente inmobiliario; William "Ironhead" Miller, un orador motivacional; su hermano Ben Miller, un luchador de artes marciales mixtas; y Francisco "Catfish" Morales, expiloto. Con la persuasión de Pope, deciden robar el dinero para sí mismos.
El grupo, queriendo minimizar las bajas, diseña un plan para mudarse a la casa mientras la familia de Lorea está en la iglesia. Someten silenciosamente a los guardias, sin matarlos, pero no pueden encontrar a Lorea ni al dinero. Pope se da cuenta de que el dinero está en las paredes y el equipo comienza a embolsar el dinero. Se dan cuenta de que hay mucho más de lo que esperaban y se apresuran a conseguir tanto como sea posible antes de que regresen la familia y los guardias de Lorea. Redfly se consume por el dinero y exige que la tripulación continúe cargándolo más allá de la parada difícil que él mismo estableció. Esto alarma a la tripulación, que finalmente lo convence de que se les acaba el tiempo y debe irse de inmediato. Con el dinero cargado de manera segura en el camión, hacen un último barrido por Lorea.
Mientras buscan a Lorea, les tiende una emboscada y hiere a Ironhead, antes de ser asesinado por Pope. Mientras la tripulación atiende las heridas de Ironhead, y ahora que han pasado varios minutos de su tiempo de huida, algunos guardias regresan. La tripulación los saca, queman la casa y escapan en la camioneta, conduciendo junto a la familia de Lorea que regresa de la iglesia. Se encuentran con Yovanna y su hermano con $ 250 millones  dólares en la camioneta, y luego se encuentran con el viejo amigo de Ironhead, quien les proporciona un  Mi-8MTV-1 privado. helicóptero de transporte para su viaje para llegar a su bote de huida que les ayudaría a escapar de Sudamérica. Desde allí, transferirían el dinero a una cuenta en St. John's, Antigua y Barbuda. Catfish se muestra escéptico de que el helicóptero pueda soportar el peso de todo el dinero a gran altura, ya que tienen que sobrevolar la Cordillera de los Andes para llegar al punto de encuentro. No dispuesto a dejar nada del dinero, Redfly insta a Catfish a continuar. La tripulación despega con el dinero en una bolsa de red sujeta debajo del helicóptero. Transportan a Yovanna al Perú con su hermano. Redfly cuestiona agresivamente su conocimiento de ellos, sabiendo que podría relacionarlos con el robo. Antes de irse, Pope deja a Yovanna y su hermano con una parte del dinero robado y las visas para Sídney, Australia, y les insta a que abandonen Sudamérica lo antes posible para evitar ser atrapados por los gánsteres. A medida que el grupo despega, Redfly insatisfecho afirma que Yovanna le estaba mintiendo, pero Pope lo rechaza. Redfly insinúa que deberían haberla matado, lo que llevó a Ironhead a convencer a Redfly de que hacerlo conduciría a circunstancias de las que no se recuperaría. Fijado en el dinero, Redfly se vuelve cada vez más dispuesto a romper sus propias reglas y hacer lo que sea necesario para escapar con el dinero.
Como estaba previsto, la tripulación comienza a volar sobre la Cordillera de los Andes. Sin embargo, cuando están alcanzando el techo máximo del helicóptero, una de las cajas de cambios del helicóptero se ve abrumada y dañada debido a que la carga de carga excede el peso máximo, lo que hace que su helicóptero entre en un rápido descenso. Incapaz de recuperarse de su descenso, Catfish insta al equipo a liberar la bolsa de dinero mediante la anulación manual para permitir un aterrizaje forzoso seguro. El grupo sobrevive al aterrizaje forzoso y sale del helicóptero con heridas leves y rápidamente entra en acción. Redfly y Pope intentan recuperar la bolsa de dinero abandonada, que aterrizó en una aldea de campo de cultivo de cocaína, negociando con los agricultores locales y los aldeanos que se ven rebuscando en la bolsa. Ironhead herido se queda junto a los restos mientras Catfish y Ben toman posición y reconocen la actividad a través de los arbustos. Sus intentos de recuperar pacíficamente el dinero fracasan debido a una acalorada confrontación que surge cuando los agricultores confunden al grupo con agentes de la DEA y los ven como hostiles al ver a los otros miembros del grupo armado en la distancia. Cuando uno de los granjeros enojados se pone a la defensiva y se acerca con un machete, Mosca Roja saca su pistola y lo mata a él y a varios otros, lo que hace que los demás aldeanos se alejen de la bolsa de dinero. Mientras Catfish, Ironhead y Benny preparan un grupo de mulas para transportar el dinero, Pope y Redfly compensan al anciano de la aldea con parte del dinero robado. Al llegar a un acuerdo, continúan su viaje hasta el punto de encuentro. La tripulación finalmente liberó a las mulas una vez que el terreno se volvió demasiado traicionero.
Cuando llegan a la cima de la montaña y bajan, se produce un tiroteo con dos aldeanos que buscan vengar la muerte de sus familias. Redfly saca a uno de ellos antes de ser asesinado por un solo disparo del rifle del segundo aldeano. Pope saca al segundo tirador y la tripulación llora la muerte de Redfly. Después de una breve discusión entre Ben e Ironhead, Pope los insta a que digan que tanto la familia de Redfly como ellos mismos merecen el dinero en este momento. Se dirigen hacia el océano con el dinero y el cuerpo de Redfly.
Ben explora adelante e informa que su bote de huida todavía los está esperando, pero el pueblo está lleno de adolescentes armados esperándolos. Si bien Pope inicialmente argumenta que "pasan por" los adolescentes armados, los demás no están de acuerdo con vehemencia. Se han dado cuenta de que han sacrificado todo en lo que creen por el dinero, incluida su integridad. Pope se arrepiente de su deseo de matar a los adolescentes y lo retira. Sabiendo que no pueden colarse todo el dinero por la ciudad, lo arrojan a un barranco, guardando solo lo que pueden llevar en sus propias mochilas. Intentan abrirse camino silenciosamente a través de la ciudad hasta el bote que lleva el cuerpo de Redfly, pero son descubiertos. Se produce una persecución en automóvil y Pope duda en matar a más personas, en lugar de disparar a los neumáticos de los perseguidores, lo que hace que su automóvil se desvíe hacia la arena. El equipo llega a salvo en el barco con 5 millones de dólares y el cuerpo de Redfly.
En la cuenta offshore en St. John's, un abogado proporciona el papeleo y distribuye los fondos de manera uniforme entre los 4 hombres y el fideicomiso familiar de Redfly. Sin embargo, los hombres llenos de culpa acuerdan por turno dar su parte a la familia de Redfly. Luego, el equipo toma caminos separados con Pope planeando dirigirse a Australia para encontrar a Yovanna. Antes de irse, Ironhead le da a Pope un juego de coordenadas garabateadas en una hoja de papel, la ubicación donde dejaron el dinero.

## Reparto
- Ben Affleck como Tom Davis.
- Oscar Isaac como Santiago.
- Charlie Hunnam como William Miller.
- Garrett Hedlund como Ben Miller.
- Pedro Pascal como Francisco Morales.
- Adria Arjona como Yovanna.

## Producción

### Rodaje
La película fue rodada en las calles del barrio La Isla, en Soacha, un municipio aledaño a Bogotá.También hubo locaciones en el histórico barrio La Candelaria, que ellos elogiaron porque le dio a la cinta un genuino sabor suramericano.
Por supuesto, los actores no adelantaron mucho sobre el desenlace cuando hablaron con algunos medios colombianos, entre ellos Jet-Set y SEMANA, solo que los caminos tomados por estos hombres los hundirán en un círculo de violencia y autodestrucción. 
Los actores encarnan precisamente a los soldados en retiro que, tras conquistar la cima en su trabajo y verse muchas veces al borde de la muerte, llevan vidas comunes y corrientes, nada parecidas a su pasado. Los sigue uniendo, además de la fraternidad, la decepción, porque el Gobierno nunca los recompensó justamente por sus esfuerzos.
"No es una cinta de acción, sino un drama adulto, inteligente y con mucho movimiento", afirmó Charlie Hunnam.
“La cinta se refiere a la lealtad y la hermandad, pero para mí lo más importante es que reflexiona sobre encontrar un lugar en el mundo. Estos combatientes sienten mucha tristeza y angustia porque ya no tienen el mismo desempeño de cuando estaban en la cúspide y deciden hacer un último trabajo”, dijo Charlie Hunnam a su paso por Bogotá, donde él y el resto del combo, excepto Affleck, rodaron escenas de la película.

### Banda sonora
La  banda sonora está compuesta por Disasterpeace. El baterista de Metallica, Lars Ulrich, toca en algunas pistas. El álbum está disponible en  Descargar.

### Música
La banda sonora incluye: 
- For Whom the Bell Tolls - Metallica
- Caderas - Bomba Estéreo
- The Chain - Fleetwood Mac
- Walk - Pantera
- Masters of War - Bob Dylan
- Run Through the Jungle - Creedence Clearwater Revival
- Para Elisa - Los Destellos
- Linda Munequita - Los Hijos Del Sol
- Mi Lamento - Grupo Celeste
- No Te Dejare - Grupo Celeste
- Somewhere There Is A Mother - canción tradicional
- Woah - Jeremie Salvatore
- Old Time Pan - Odyssey Steel Band
- Orion - Metallica